# Бенхамін Сантос
Бенхамін Сантос (ісп. Benjamín Santos, 7 лютого 1924 — 21 липня 1964, Ла-Корунья) — аргентинський футболіст, що грав на позиції нападника, а згодом півзахисника. По завершенні ігрової кар'єри — тренер.

## Ігрова кар'єра
У дорослому футболі дебютував 1943 року виступами за команду «Бельграно», в якій провів один сезон.
Наступного року перейшов до «Росаріо Сентраль», де відіграв наступні п'ять сезонів своєї ігрової кар'єри. Більшість часу, проведеного у складі «Росаріо Сентраль», був основним гравцем команди та одним із її головних бомбардирів команди, маючи середню результативність на рівні 0,61 гола за гру першості. 1948 року із 21 забитим голом став найкращим бомбардиром чемпіанату Аргентини.
1949 року перебрався до Європи, уклавши контракт з італійським «Торіно», що змушено повністю набирав новий склад через загипель більшості гравців клубу в авіакатастрофі на Суперзі. Провів у туринській команді два роки своєї кар'єри гравця, протягом яких був головною ударною силою у нападі команди, забивши за неї 41 гол у 64 матчах італійської першості.
Сезон 1951/52 відіграв вже за команду «Про Патрія», де почав виступати під нападниками. Перед початком наступного сезону важко травмувався і був фактично змушений завершити ігрову кар'єру.
У 1956—1957 роках зробив спробу повернутися на футбольне поле, провівши 12 матчів за іспанський «Депортіво» (Ла-Корунья), після чого остаточно завершив виступи на полі.

## Кар'єра тренера
Розпочав тренерську кар'єру невдовзі після остаточного завершення кар'єри гравця, 1958 року, очоливши молодіжну команду клубу «Про Патрія».
1960 року став головним тренером «Торіно», команду якого тренував три роки, після чого 1963 року очолив тренерський штаб «Дженоа». За результатами першого ж сезону роботи з новою командою привів її до перемоги у Кубку Альп. 
Трагічно загинув через три тижні після здобуття цього трофею — 40-річний тренер повертався усією родиною із відпустки, коли неподалік іспанської Ла-Коруньї автомобіль, яким керувала його дружина, вилетів з дороги і врізався у дерево. 

## Титули і досягнення

### Індивідуальні
- Найкращий бомбардир чемпіанату Аргентини (1): 1948 (21 гол)

### Як тренера
- Володар Кубка Альп (1): 1964